# Latin császárok listája
Ez a lap az 1204 és 1261 között fennálló keresztes állam, a Konstantinápolyi Latin Császárság uralkodóit listázza, továbbá az 1261-es megszűnését követő címzetes császárok és császárnők névsorát, akik 1381-ig viselték a címet.

## Latin császárok listája (1204–61)
| Uralkodó                                                       | Életterminusa                                       | Uralkodása kezdete  | Uralkodása vége   | Uralkodóháza | Megjegyzés | Portré |
| -------------------------------------------------------------- | --------------------------------------------------- | ------------------- | ----------------- | ------------ | --- | ------ |
| I. Balduin latinul: Balduinus I 1. latin császár               | 1172 júliusa – 1205 júliusa (33 évesen)             | 1204. április 13.   | 1205 júliusa      | Flandriai    | V. Balduin hainaut-i gróf és Marguerite d’Alsace grófnő fia, egyben Flandria (1294–) és Hainaut grófja (1295–)                                   |        |
| Henrik latinul: Henricus 2. latin császár                      | 1176 körül – 1216. június 11. (42 éves kora körül)  | 1206. augusztus 20. | 1216. június 11.  | Flandriai    | I. Balduin császár testvére, fivére halálát követően régens (1205), majd császárrá koronázták                                                    |        |
| Péter latinul: Petrus 3. latin császár                         | 1165 körül – 1219 (64 éves kora körül)              | 1216 vége           | 1219 júniusa      | Courtenay    | VI. Lajos francia király unokája, Pierre és Élisabeth de Courtenay fia, egyben Nevers, Auxerre és Tonnerre grófja (1184–1200)                    |        |
| Flandriai Jolánta latinul: Yolanda Flandrensis régenscsászárnő | 1175 körül – 1219 augusztusa (44 éves kora körül)   | 1217 áprilisa       | 1219 augusztusa   | Flandriai    | I. Balduin és Henrik császár testvére, Courtenay Péter második felesége, férje helyében uralkodik                                                |        |
| I. Róbert latinul: Robertus I 4. latin császár                 | 1201 körül – 1228 januárja (64 éves kora körül)     | 1219 augusztusa     | 1228 januárja     | Courtenay    | Courtenay Péter császár és Flandriai Jolánta császárnő fia                                                                                       |        |
| II. Balduin latinul: Balduinus II 5. latin császár             | 1217 körül – 1273 októbere (43 éves kora körül)     | 1228 januárja       | 1261. július 25.  | Courtenay    | I. Róbert császár testvére, társcsászár és régens mellette Brienne-i János                                                                       |        |
| Brienne-i János latinul: Ioannes Brenensis társcsászár         | 1170 körül – 1237. március 27. (67 éves kora körül) | 1229                | 1237. március 27. | Brienne-iek  | 1229-ben választották társcsászárrá, kompenzálva, amiért II. Frigyes német-római császár megfosztotta őt a Jeruzsálemi Királyság régensi címétől |        |

## Névleges latin császárok listája (1261–1383)
| Uralkodó                                                                     | Életterminusa                                                   | Uralkodása kezdete   | Uralkodása vége       | Uralkodóháza                | Megjegyzés | Portré |
| ---------------------------------------------------------------------------- | --------------------------------------------------------------- | -------------------- | --------------------- | --------------------------- | --- | ------ |
| II. Balduin latinul: Balduinus II címzetes latin császár                     | 1217 körül – 1273 októbere (43 éves kora körül)                 | 1261. július 25.     | 1273 októbere         | Courtenay                   | 1261-es száműzetését követően, 1273-as haláláig használta a névleges latin császári címet                                          |        |
| I. Fülöp franciául: Philippe I címzetes latin császár                        | 1243 körül – 1283. december 15. (40 éves kora körül)            | 1273 októbere        | 1283. december 15.    | Courtenay                   | II. Balduin császár és Brienne-i Mária császárné fia                                                                               |        |
| I. Katalin franciául: Catherine I címzetes latin császárnő                   | 1274. november 25. – 1307. október 11. (32 évesen)              | 1283. december 15.   | 1307. október 11.     | Courtenay                   | Courtenay Fülöp császár és Nápolyi Beatrix császárné leánya, társcsászár mellette férje, Charles de Valois                         |        |
| Charles de Valois címzetes latin társcsászár                                 | 1270. március 12. – 1325. december 16. (55 évesen)              | 1301 januárja        | 1307. október 11.     | Valois-ak                   | III. Fülöp francia király és Aragóniai Izabella királyné fia, második felesége, Courtenay Katalin császárnő társuralkodója         |        |
| II. Katalin franciául: Catherine II címzetes latin császárnő                 | 1302 körül – 1346 októbere (44 éves kora körül)                 | 1307. október 11.    | 1346 októbere         | Valois–Courtenay            | Charles de Valois és Courtenay Katalin császárnő leánya, társcsászár mellette férje, I. Fülöp tarantói herceg                      |        |
| Tarantói II. Fülöp olaszul: Filippo II di Taranto címzetes latin társcsászár | 1278. november 10. – 1331. december 24/26. (53 éves kora körül) | 1313. július 29.     | 1331. december 24/26. | Capeting–Anjouk tarantói ág | II. Károly nápolyi király és Magyarországi Mária királyné fia, második felesége, Valois–Courtenay Katalin császárnő társuralkodója |        |
| II. Róbert olaszul: Roberto II címzetes latin császár                        | 1318 körül – 1364. szeptember 10. (46 éves kora körül)          | 1346 októbere        | 1364. szeptember 10.  | Capeting–Anjouk tarantói ág | I. Fülöp tarantói herceg és Valois–Courtenay Katalin császárnő fia                                                                 |        |
| III. Fülöp olaszul: Filippo III címzetes latin császár                       | 1329 körül – 1373. november 25. (44 éves kora körül)            | 1364. szeptember 10. | 1373. november 25.    | Capeting–Anjouk tarantói ág | II. Róbert császár testvére, fivére utód nélkül való elhunyta okán örökölte a névleges császári címet is                           |        |
| Balzo Jakab címzetes latin császár                                           | 1354 körül – 1383. július 7. (30 éves kora körül)               | 1374                 | 1383. július 7.       | Balzók                      | Francesco del Balzo, Andria hercege és Tarantói Margit fia, Durazzói Ágnes hitvese, anyja jogán örökölte címét                     |        |

Jakab végakaratában I. Lajosra, Anjou hercegére hagyta a címét, de Lajos és utódai sohasem használták.